# Henry Hunnings
Henry Hunnings (* 1858; † 1935) war ein britischer Ingenieur aus Rothwell, West Yorkshire in Nordengland.
Hunnings war maßgeblich an der Entwicklung des Mikrofons beteiligt. 1878 erhielt er ein Patent für eine neue Art von Kohlemikrofon, für das Kohlestäbe statt Kohlekörner verwendet wurden. Später erwarb die Bell Telephone Company Hunnings’ Patent und produzierte auf seiner Grundlage rund 10.000 Geräte.